# Keppetipola Disawa
 (janvier 2019).
Si vous disposez d'ouvrages ou d'articles de référence ou si vous connaissez des sites web de qualité traitant du thème abordé ici, merci de compléter l'article en donnant les références utiles à sa vérifiabilité et en les liant à la section « Notes et références ».
Keppetipola Disawa, mort le 25 novembre 1818 à Kandy, a servi sous la domination britannique en tant que Disawe, responsable de la province d'Uva.
En 1817, les rébellions devenaient incontrôlables et les tentatives de négociations échouaient également. Selon les recommandations du résident britannique à Kandy John D'Oyly, le gouverneur Robert Brownrigg a envoyé Keppetipola Disawa avec 500 hommes pour réprimer la rébellion. Cependant, après avoir rencontré les rebelles, Keppetipola Disawa les a rejoints en tant que chef à leur demande. Ses hommes l'auraient également rejoint, mais Keppetipola Disawa aurait restitué ses armes et ses munitions au gouverneur britannique, déclarant qu'il ne souhaitait pas les détruire avec leurs propres armes. Keppetipola Disawa a continué à mener la rébellion avec un grand succès jusqu'à sa dissolution avec la dissolution des rebelles.

## La rébellion de 1818 sous la direction de Keppetipola
La loi martiale a été déclarée à Kandy et dans les provinces environnantes et deux divisions de l'armée ont été envoyées à Uva immédiatement après que la nouvelle a été portée à la connaissance du gouverneur que Keppetipola Disawa aurait rejoint les rebelles. Peu de temps après, Wilbawe, qui avait prétendu être l'héritier du trône, fut officiellement couronné. En vertu de ce nouveau roi, Keppetipola Disawa a été nommé Maha Adhikaram (ministre en chef) et les rebelles ont été invités à libérer le pays de la domination britannique.
Keppetipola Disawa mena une guerre de guérilla contre l'armée britannique, sachant que les rebelles étaient plus nombreux et moins puissants. Seules quelques grandes batailles face à face ont été menées contre l'armée britannique pendant toute la rébellion, et la plupart des attaques ont été menées sous la forme d'embuscades. Sous la direction de Keppetipola Disawa, la rébellion acquit une nouvelle vigueur et se développa rapidement pour s'étendre à une grande partie du pays. Le 1er janvier 1818, le gouverneur Brownrigg déclara que Keppetipola Disawa et seize autres personnes étaient des « rebelles, des hors-la-loi et des ennemis de la couronne », ainsi que leurs terres et leurs biens.

## Capture et exécution de Keppetipola

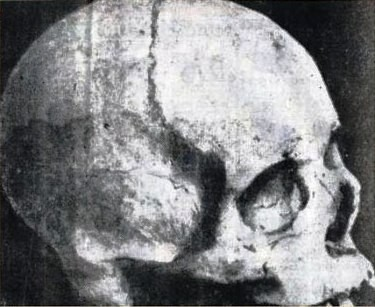
Crâne de Keppetipola Disawa.

Le 28 octobre 1818, Keppetipola Disawa et un autre chef rebelle, Pilimathalawe, sont capturés par le capitaine O'Neil de l'armée britannique, avec l'aide du lieutenant autochtone Cader-Boyet du Ceylon Rifle Regiment. Lorsque les troupes ont encerclé la maison dans laquelle il se trouvait, Keppetipola Disawa est sorti avec audace et a salué le capitaine. O'Neil s'est identifié à eux et s'est rendu à l'intérieur. Après sa capture, Keppetipola Disawa a été conduit à Kandy où il a été jugé pour haute trahison et condamné à mort par décapitation.
Keppetipola Disawa et Madugalle ont été conduits sur le lieu de l'exécution à Bogambara, où Keppetipola Disawa demandé au bourreau de le décapiter d'un seul coup d'épée. Keppetipola Disawa a attaché ses cheveux sur sa tête pour éviter qu'ils ne tombent sur son cou et se penchait pour recevoir le coup d'épée, exprimant les qualités suprêmes et grandes du Seigneur Bouddha. Cependant, le bourreau n'a pas réussi à le décapiter d'un coup, comme demandé, et Keppetipola Disawa a été tué au deuxième coup.
Après sa mort, son crâne fut emmené en Grande-Bretagne et placé dans la Société phrénologique d’Édimbourg. Lorsque Ceylan acquit son indépendance vis-à-vis des Britanniques en 1948, Keppetipola Disawa fut déclaré héros national, car il s'était battu contre la domination étrangère. En 1954, à la demande du gouvernement de Ceylan, son crâne fut renvoyé chez lui et enseveli dans le mémorial Keppetipola Disawa à Kandy.